# Авокадо
Авокадо (лат. Persea americana) је тропско воће које је класификовано ка члан фамилије цветајућих биљака Lauraceae. Расте на истоименој врсти дрвенастих биљака у Средњој Америци и Мексику. Зимзелено дрво може да нарасте до висине од 20 m. Листови су дужине 15-30 cm. Дрвеће авокада се делимично самоопрашује и често се размножава калемљењем ради одржавања предвидивог квалитета и количине плодова.
Авокадо се узгаја у тропским и медитеранским поднебљима у многим земљама, с Мексиком као водећим произвођачем авокада у 2019. години, који опскрбљује 32% света.

## Употреба
Добар плод авокада је тежак за своју величину и без флека. Зрели су они који се благо савијају под притиском, али уколико притисак остави траг, авокадо је презрео. Сазревање се може убрзати уколико се плодови оставе на собној температури спаковани у папирну кесу. Зрео авокадо чува се у фрижидеру између 1 и 2 дана.
Кување се не препоручује, будући да уништава арому, али се исецкан свеж плод може додати већ готовом јелу, непосредно пре сервирања. Авокадо се користи у салатама, пасиран у умацима или хладним супама и десертима. Такође се ставља у суши. Свеж плод на ваздуху брзо мења боју, што се може избећи додавањем сока од лимуна или лимете.

## Исхрана и здравље

### Нутријенти
Сирово месо авокада састоји се од 73% воде, 15% масти, 9% угљених хидрата и 2% протеина (табела). У референтној количини од 100 грама, авокадо испоручује 160 калорија и богат је извор (20% или више дневне вредности, ДВ) неколико витамина Б (као што је 28% ДВ у пантотенској киселини) и витамина К (20% ДВ), са умереним садржајем (10-19% ДВ) витамина Ц, витамина Е и калијума. Авокадо такође садржи фитостероле и каротеноиде, попут лутеина и зеаксантина.

#### Композиција масти
Авокадо садржи различите масти. Типичан састав је:
- Око 75% енергије авокада долази од масти, од којих је већина (67% укупне масти) мононезасићена маст као олеинска киселина (табела).[11]
- Друге превладавајуће масти укључују палмитинску киселину и линолну киселину.[11]
- Садржај засићене масти износи 14% укупне масти.[11]
- Типичан састав укупне масти је око: 1% ω-3, 14% ω-6, 71% ω-9 (65% олеинске и 6% палмитолеинске) и 14% засићене масти (палмитинска киселина).[11]

Иако скупо за производњу, уље авокада које је богато храњивим материјама има мноштво употреба за салате или кухање, као и у козметици и производима од сапуна.

### Алергије
Неки људи имају алергијске реакције на авокадо. Постоје два главна облика алергије: они са алергијом на полен дрвета развијају локалне симптоме у устима и грлу недуго након конзумирања авокада; други, познат као латекс-воћни синдром, повезан је са алергијом на латекс, а симптоми укључују генерализовану уртикарију, бол у трбуху и повраћање и понекад могу бити опасни по живот.

### Токсичност за животиње
Документовано је да су листови, кора, кожа или коштица авокада штетни за животиње; мачке, пси, говеда, козе, зечеви, пацови, заморци, птице, рибе и коњи могу бити озбиљно повређени или чак убијени када их конзумирају. Плод авокада отрован је за неке птице, а Америчко друштво за спречавање окрутности према животињама (ASPCA) наводи да је токсичан за коње.
Листови авокада садрже отровни дериват масних киселина, персин, који у довољној количини може изазвати колике код коња и без ветеринарског третмана, смрт. Симптоми укључују гастроинтестиналну иритацију, повраћање, пролив, респираторне тегобе, загушење, накупљање течности око ткива срца, те чак и смрт. Чини се да су и птице посебно осетљиве на ово токсично једињење. Линија врхунске хране за псе и мачке, АвоДерм, користи уља и брашно направљено од меса авокада као главне састојке. Произвођач тврди да су листови и коштице авокада извор токсичности, и то само у гватемалској сорти авокада, а воће често једу воћњачки пси, као и дивље животиње попут медведа и којота.